# دیوید دوبریک
دیوید ژولین دوبریک (به انگلیسی: David Julien Dobrick)(متولد۲۳ ژوئیه ۱۹۹۶)، یوتیوبر متولد اسلواکی است که به عنوانِ رهبر گروه یوتیوبی معروف ولاگ سکواد شناخته می‌شود.
او قبل از ساختن صفحه یوتیوب خود در اواخر سال ۲۰۱۴، فعالیت خود را در واین (vine) شروع کرد.
ولاگ‌های او اغلب از دوستان و همکاران وی مانند لیزا کوشی، الکس ارنست، گبی هانا، جُنا، تاد، جف، زین، ناتالی، کارلی، ارین، هیث، براندن و جیسون ناش است. کانال اصلی او از آن زمان تا کنون بیش از ۱۲ میلیون مشترک را به خود جذب کرده‌است.

## زندگی‌نامه
دوبریک ۲۳ ژوئیه ۱۹۹۶ در کوشیتسه اسلواکی به دنیا آمد.
وقتی که ۶ ساله بود خانواده اش به ورنون هیلز یکی از حومه‌های شیکاگو رفتند.
دوبریک تحت قانون داکا (DACA) محافظت می‌شود. در طول سالهای‌های کالج، او به لس آنجلس نقل مکان کرد تا حرفه اش در واین را تقویت کتد. دوبریک سه خواهر و برادر به نام استر، سارا و توبی دارد.

## زندگینامه حرفه ای

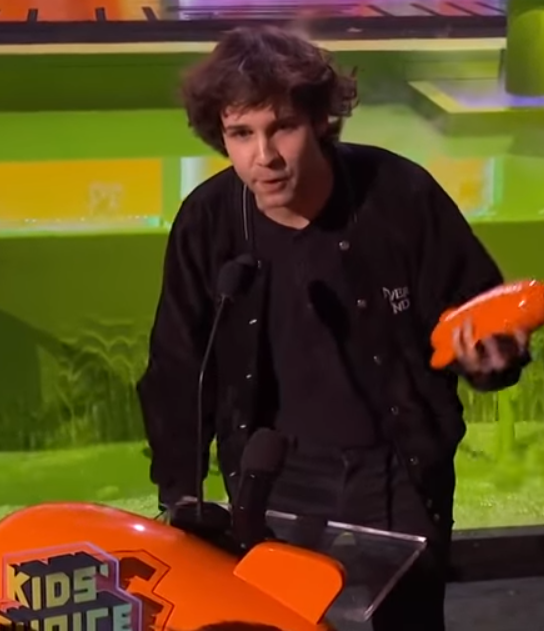
دیوید ژولین دوبریک

### ۲۰۱۳–۲۰۱۶: واین و شروع یوتیوب
در سال ۲۰۱۳، دوبریک اولین واین خود را آپلود کرد. او با واینرهای محبوب دیگر مانند لایزا کوشی، گبی هانا، جیسون ناش، و زین و هیث همکاری کرد. قبل از شروع کانال یوتیوب خود، دوبریک بخشی از گروه یوتیوبی کلاس دوم بود (Second Class). در پایان‌های کانال در سال ۲۰۱۵، دوبریک و اعضا بیش از ۱۸٬۰۰۰ مشترک کسب کردند. کلاس دوم به زودی پس از اینکه دوبریک کانال یوتیوب شخصی خود را با عنوان دیوید دوبریک راه اندازی کرد، پایان یافت. از زمان تأسیس، ویدیوهای این کانال، بر اساس موقعیت‌ها و اتفاقات واقعی و جک‌های نیمه آماده شده از قبل، شامل بسیاری از همکاران سابق واین خود بوده‌است. در اوت ۲۰۱۶، دوبریک دومین کانال خود، دیوید دوبریک Too را ایجاد کرد، جایی که او چالش‌ها و ویدیوهای blooper خود را پست می‌کند.

### ۲۰۱۷- یوتیوب و ولاگ سکواد
دوبریک در سال‌های اخیر بخاطر ویدیوهای انرژی بالایش که ۳ بار در هفته پست می‌کرد (هم‌اکنون ۲ ویدیو در هفته پست می‌کند) طرفداران زیادی کسب کرده‌است. در سال ۲۰۱۷، دوبریک جایزه ولاگر سال را در نهمین مراسم جوایز shorty کسب کرد. در سال ۲۰۱۸، دوبریک جایزه اول شخص در جوایز استریمی ۲۰۱۸ را به دست آورد، و ولاگ سکواد برنده جایزه بهترین گروه با نام ولاگ دیوید شد. او دارای یک پادکست با عنوان "VIEWS" با همکار یوتیوبی خود جیسون ناش و با مهمان‌های گاه به گاه مانند جو وولپیس و ناتالی ماریدوئنا است. در سپتامبر ۲۰۱۸، دوبریک کانال سوم خود را با عنوان پادکست ویوز (Views) ایجاد کرد، که ویدیوهای پادکست را در آن آپلود می‌کند.

#### ولاگ سکواد
اصطلاح ولاگ سکواد به گروه دوستانی اشاره دارد که در ولاگ‌های دوبریک ظاهر می‌شوند. چندین دوست رفته‌اند، اما بسیاری از منابع، لیستی از بزرگ‌ترین نام‌ها و بیشترین حضور را به عنوان اعضای تکراری نشان می‌دهند. دوبریک به عنوان رهبر گروه عمل می‌کند، زیرا گروه اکثراً توسط او هدایت می‌شود و با او همراه می‌شوند. کسانی که به‌طور منظم در فیلم‌های خود ظاهر می‌شوند و به عنوان بخشی از ولاگ سکواد توسط طرفداران در نظر گرفته می‌شوند عبارتند از لایزا کوشی، جاش پک، جیسون ناش، سکاتی سایر، کریستن مکآتی، زین هیجازی، هیث هوزار، مت کینگ، دام زگلیتیس، تاد اسمیت، الکس ارنست، جف ویتک، کوریننا کاپف، کارلی اینکانترو، ارین گیلفوی و قبلاً گبی هانا.
بسیاری از شخصیت‌های یوتیوبی دیگر به صورت مهمان در ولاگ‌ها حضور داشته‌اند مانند تریشا پی تس، تانا مانگو، دوقلوهای دولان، اِما چمبرلین، جفری استار.
همچنین سلبریتی‌های متعددی مانند جان ستیموس، دریک بل، پاریس هیلتون، کندال و کایلی جنر، لیل پامپ، چارلی پوث، راب ریگل، میراندا کاسگرو و هاوی مندل نیز در ولاگ‌ها حضور داشته‌اند. دوبریک همچنین دوستان شهر ورنون هیلزش را در ولاگ‌ها نشان می‌دهد مانند دستیارش ناتالی ماریدوئنا.

## زندگی شخصی
دوبریک با لایزا کوشی شخصیت یوتیوبی از اواخر ۲۰۱۶ تا اوایل ۲۰۱۸ در رابطه بود که بهم زدن خود را در ژوئن ۲۰۱۸ علنی کردند. هردو از آن زمان دوستان نزدیک مانده‌اند همان‌طور که در صفحه‌های اجتماعی آنها نمایان است. دوبریک می‌تواند به دو زبان مجارستانی و اسلواکیایی صحبت کند.
در می ۲۰۱۹ دوبریک به صورت قانونی با لورین ناش مادر جیسون ناش به عنوان جوکی در یکی از ولاگ‌هایش ازدواج کرد. در ۱۲ ژوئن ۲۰۱۹ دوبریک اعلام کرد که تصمیم بر جدایی پس از یک ماه گرفته‌است.

### پادکست‌ها
| سال        | پادکست                               | یادداشت | Ref.  |
| ---------- | ------------------------------------ | ------- | ----- |
| 2015       | پادکست Mediocre اجتماعی              | مهمان   | [ ۱ ] |
| 2015       | رادیوی معاصر مدرن با جودو زاویستوسکی | مهمان   | [ ۲ ] |
| 2017       | زیادی عمیق نه با گریس هلبیگ          | مهمان   | [ ۳ ] |
| 2017 - حال | دیدگاه‌ها با دیوید دوبریک و جیسون ناش | میزبان  | [ ۴ ] |
| 2018       | ADHD با Travis Mills                 | مهمان   | [ ۵ ] |